# Kelsey Sanders

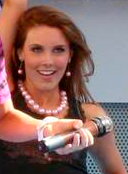
Kelsey Sanders (2009)

Kelsey Sanders (* 11. Juli 1990 in Atlanta, Georgia) ist eine US-amerikanische Schauspielerin und Moderatorin. Von 2007 bis 2009 war sie als Sängerin Mitglied der Musikgruppe The Stunners.

## Leben
Sanders wurde am 11. Juli 1990 in Atlanta geboren. Ab 2004 bis 2008 besuchte sie die Covenant Academy, von 2010 bis 2012 lernte sie Schauspiel am D. W. Brown Studio. Sie erhielt erste Serienrollen ab 2007 in CSI: Vegas, Just Jordan und Die Zauberer vom Waverly Place. 2008 feierte sie ihr Filmschauspieldebüt in Gingerdead Man 2 – Die Passion der Kruste und war im selben Jahr in den Filmproduktionen Wild Child – Erstklassig zickig und Shelter zu sehen. 2008 moderierte sie das Format Movie Surfers. Innerhalb der Doku-Reihe wurde hinter die Kulissen von Disney-Produktionen geblickt. 2009 spielte sie in 20 Episoden der Fernsehserie Private als Reed Brennan mit. 2010 stellte sie in zehn Episoden der Miniserie Hollywood Is Like High School with Money die Rolle der Taylor Henning dar. Im selben Jahr mimte sie die Rolle der Kovita Hesse in elf Episoden der Fernsehserie 10,000 Days. Dieselbe Rolle stellte sie 2014 in der Filmproduktion 10.000 Days dar.

## Filmografie (Auswahl)
- 2007: CSI: Vegas (CSI: Crime Scene Investigation, Fernsehserie, Episode 7x12)
- 2007: Just Jordan (Fernsehserie, 2 Episoden)
- 2007: Color Me Olsen (Kurzfilm)
- 2007–2008: Die Zauberer vom Waverly Place (Wizards of Waverly Place, Fernsehserie, 3 Episoden)
- 2008: Gingerdead Man 2 – Die Passion der Kruste (Gingerdead Man 2: Passion of the Crust)
- 2008: Wild Child – Erstklassig zickig (Wild Child)
- 2008: Shelter
- 2009: iCarly (Fernsehserie, Episode 2x17)
- 2009: Mad Men (Fernsehserie, Episode 3x04)
- 2009: Private (Fernsehserie, 20 Episoden)
- 2010: The Genesis Code
- 2010: Hollywood Is Like High School with Money (Miniserie, 10 Episoden)
- 2010: 10,000 Days (Fernsehserie, 11 Episoden)
- 2010: Cutback
- 2011: Au Pair, Kansas
- 2013: Nashville (Fernsehserie, Episode 1x18)
- 2013: Online
- 2014: Grace of God
- 2014: A Matter of Time
- 2014: Rumors of Wars
- 2014: Lay the Screw (Fernsehserie)
- 2014: 10.000 Days (Fernsehserie 10,000 Days als Fernsehfilm)
- 2016: Vergebung (Forgiven)
- 2017: Let There Be Light
- 2018: Atlanta Medical (The Resident, Fernsehserie, Episode 1x07)
- 2019: The Oval (Fernsehserie, Episode 1x07)
- 2020: Acquitted by Faith